# رد مک‌کامب
رد مک‌کامب (انگلیسی: Red McCombs؛ زادهٔ ۱۹ اکتبر ۱۹۲۷) کارآفرین اهل ایالات متحده آمریکا است، که در سال ۱۹۷۲ شرکت آی‌هارت‌مدیا را تأسیس کرد.